# Feierbach
Feierbach (Фейєрбах) — з 1920 року естонський виробник автомобілів. Штаб-квартира знаходилася в Таллінні. У 1940 році компанію перейменували в Пружинно-механізований завод "Серп і Молот", а в 1952 році — в Талліннський дослідний авторемонтний завод № 1 (ТДАРЗ, TARZ). У 1937 році компанія припинила виробництво автомобілів.

## Заснування компанії
Ханс Фейєрбах почав свій бізнес практично разом зі становленням Естонської Республіки, тобто в 1920 році. Спочатку його фірма ремонтувала катери та автомобілі, які опинилися в країні після бойових дій. У 1922 році фірма почала виробляти пружини, шестерінки та інші елементи механізмів. У 1930 році стали випускати печі для пекарень, які працювали на паливі. Через рік на фірмі з'явилося ливарне виробництво, яким завідувала людина, що 3 роки відпрацював на аналогічному місці у фірмі «Рено».
У 1932 році на підприємстві виготовляють перші в Естонії аеросани: все, крім мотора з літака, було виготовлено силами підприємства. На жаль, господарі саней розбили їх об брилу льоду в тому ж році. Самі сани вміщували 8-9 пасажирів і розвивали швидкість до 100 км на годину.

## Початок виробництва автомобілів
У 1932 році фірма заявляє про можливість замовити вантажний автомобіль марки «Фейєрбах». Усе, включаючи мотор, виготовлялося на заводі. Покупними були тільки система запалювання і покришки. На жаль, ніякої інформації по вантажівках не збереглося, але відомо, що по даних 1940 року в реєстрі числилась як мінімум одна вантажівка марки «Фейєрбах».
На автомобільній виставці у вересні 1934 року був представлений легковий автомобіль люкс-класу з 6-циліндровим двигуном американської фірми «Континенталь». Це був 6-місний автомобіль, який коштував 4800 крон, імпортні аналогічні автомобілі коштували в районі 6500 крон: тоді діяли податкові мита 100 крон за одну податкову кінську силу. Мотор «Континенталь» мав 10 податкових к.с. До речі, на тестах автомобіль розвинув швидкість у 130 км/год.
На початку 1935 року майстерню реорганізовують в акціонерне товариство, яким володіли Ханс Фейєрбах, його син Карл і Микола Тоомінгас, якому довелося заради цієї справи продати свій магазинний бізнес в Йихві.

## Припинення виробництва автомобілів
Фірма планувала продати протягом цього року 10 машин, але з архівних даних автореєстру відомо лише про 3 автомобілі цієї марки. Імовірно,  автомобілі, які були зареєстровані як Continental, були насправді автомобілями «Фейєрбах», тому що в Естонії в той час діяли такі ж правила, як і в Фінляндії, тобто якщо ви будували машину, то її реєстрували по марці мотора, який у ній стояв.
У 1937 році фірма стала виготовляти кузови на замовлення.

## Націоналізація заводу. Пружинно-механізований завод «Серп і Молот», Талліннський авторемонтний завод №1
Після окупації Естонії Радянським Союзом у 1940 році завод був націоналізований і перейменований у Пружинно-механізований завод "Серп і Молот". Сім'я Фейєрбаха в 1944 році втекла до Швеції, де Фейєрбах відкрив майстерню, у якій працював до самої своєї смерті в 1968 році. Помер він у віці 81 року.
У 1952 році завод перейменували в Талліннський авторемонтний завод номер 1, і почалося будівництво нових потужностей. 1958 року був побудований новий завод в Ласнамяє.

## Виробництво гоночних автомобілів «Естонія»
Ще на території старого заводу у вересні 1957 року виготовили спортивний автомобіль, який був побудований на просторовій трубчастій рамі, мотор був узятий ІМЗ-М52С, об'ємом 500 кубів, коробку передач взяли від «Фольксвагена». Автомобіль проєктував Антс Сейлер, а будувати допомагали Вяйне Паазік і Роланд Круук. Автомобіль отримав назву «Естонія». Це був один з перших радянських автомобілів з незалежною підвіскою всіх коліс.

## Список автомобілів Feierbach
- 1932 — Feierbach Truck
- 1934 — Feierbach 9